# Avitaminoză
Avitaminoza este o boală a omului și a animalelor, datorită insuficienței sau lipsei din alimentație a uneia sau a mai multor vitamine.
Exemple:
- lipsa vitaminei A cauzează xeroftalmia;
- carența în tiamină produce beri-beri;
- insuficiența niacinei poate cauza pelagra;
- lipsa vitaminei B12 poate conduce la apariția anemiei megaloblastice sau la degenerări ale măduvei spinării
- carența în vitamina C cauzează scorbutul
- lipsa vitaminei D conduce la apariția rahitismului
- insuficiența vitaminei K cauzează dificultăți în coagulării sângelui.